# Phengaris alcon arenaria
El halcón holandés azul (Phengaris alcon arenaria) es una subespecie extinta de Phengaris alcon. No se sabe mucho sobre esta subespecie, pero siempre ha sido muy rara. Era endémica de Países Bajos, donde se conocían dos poblaciones. Uno en Meijendel (dunas al norte de La Haya), y en Meije (en el barrio de Nieuwkoopse Plassen). La población en Meije desapareció en 1975 y en Meijendel esta subespecie desapareció en 1979.